# إلكو
إلكو الكيشي وهو الملك السومري العشرين لسلالة كيش الأولى حكم في فترة 2900 ق م حسب قائمة الملوك السومريين جاء بعد تيزقار وجاء بعده إلتاسدوم.